# Mamedagaly
Mamedagaly är en ort i Azerbajdzjan.   Den ligger i distriktet Qəbələ, i den centrala delen av landet, 170 km väster om huvudstaden Baku. Mamedagaly ligger 523 meter över havet och antalet invånare är 415.
Terrängen runt Mamedagaly är kuperad norrut, men söderut är den platt. Närmaste större samhälle är İsmayıllı, 17,0 km sydost om Mamedagaly. 
Trakten runt Mamedagaly består i huvudsak av gräsmarker. Runt Mamedagaly är det ganska glesbefolkat, med 34 invånare per kvadratkilometer.